# Duganella phyllosphaerae
Duganella phyllosphaerae es una bacteria gramnegativa del género Duganella. Fue descrita en el año 2012. Su etimología hace referencia a filosfera. Es aerobia y móvil. Tiene un tamaño de 2-4 μm de largo. Forma colonias circulares, convexas, lisas, amarillas y con márgenes enteros en agar TSA. Temperatura de crecimiento entre 15-37 °C, óptima de 28 °C. Catalasa negativa y oxidasa positiva. Se ha aislado de una hoja de la planta Trifolium repens en Alemania.